# Otmar Schulz
Otmar Schulz (* 27. Mai 1938 in Brandenburg an der Havel; † 29. Dezember 2023 in Nienhagen) war ein evangelischer Theologe und Publizist sowie Komponist, Dichter und Übersetzer von Kirchenliedern.

## Leben
Der gebürtige Brandenburger zog 1947 mit seiner Familie ins Ruhrgebiet. Als 14-Jähriger wurde er getauft und in die Baptistengemeinde aufgenommen, der auch seine Eltern angehörten.
Otmar Schulz studierte an den Universitäten Münster, Hamburg und Zürich Theologie und Psychologie. Von 1965 bis 1970 wirkte Schulz als theologischer Referent in der Ökumenischen Centrale der Arbeitsgemeinschaft Christlicher Kirchen in Deutschland. Gleichzeitig war er Chorleiter und Organist einer Baptistengemeinde in Frankfurt am Main.
Von 1970 bis 1979 war Schulz Studienleiter an der Evangelischen Akademie Arnoldshain im Taunus. Obwohl Freikirchler wurde er 1972 von der Evangelischen Kirche in Hessen und Nassau in den Rundfunkausschuss gewählt, der die kirchlichen Rundfunksendungen kritisch und kreativ begleitete. Einige Jahre war er dessen Vorsitzender. 1979 wurde Schulz durch die Evangelische Kirche von Kurhessen-Waldeck zum Direktor des Evangelischen Informationszentrums und zum Hörfunk- und Fernsehbeauftragten in Kassel berufen. Er übte dieses Amt, später auch als Vorstandsmitglied des bundesweiten Evangelischen Pressedienstes aus, bis 1995. 1982 erfolgte sein Übertritt in die evangelische Landeskirche.
Im Jahre 1995 erhielt Otmar Schulz die Berufung zum Beauftragten für publizistische Aus- und Fortbildung der Evangelisch-lutherischen Landeskirche Hannovers in der Nachfolge von Siegfried von Kortzfleisch. Diese Tätigkeit nahm er auch nach Eintritt in den Ruhestand 1998 wahr.
Im Jahre 2002 promovierte Schulz mit einer Arbeit über den Pfarrer und Publizisten Robert Geisendörfer und die Entwicklung der evangelischen Publizistik seit dem Zweiten Weltkrieg an der Universität Erlangen zum Doktor der Theologie.
Otmar Schulz war verheiratet und lebte in Papenhorst bei Celle. Über 50 Jahre war er Chorleiter. Zuletzt (2015) sang er in zwei Chören und half in anderen aus. Er war 1. Vorsitzender der Ambulanten Herzsportgruppe Wathlingen und nahm weitere Ehrenämter wahr.
Der Theologe, Journalist und Lieddichter Schulz starb am 29. Dezember 2023 im Alter von 85 Jahren. Der Kreischorverband Celle gedachte seiner Person in einer Schweigeminute.

## Wirken
Bereits im Vorschulalter sang Otmar Schulz im Chor seiner Baptistengemeinde mit. Als 15-/16-Jähriger fertigte er erste Kompositionen an, die von Paul Ernst Ruppel und Herbert Beuerle begutachtet und begleitet wurden. Als 18-Jähriger legte er 1956 die Chorleiterprüfung ab.
Publizistisch wurde er aktiv, nachdem er ab 1966 als freier Mitarbeiter zahlreiche Beiträge zu ökumenischen Themen lieferte, darunter in der Ökumenischen Rundschau, der Una Sancta und im Deutschen Allgemeinen Sonntagsblatt. Publizistik wurde seine Lebensaufgabe, so im Gemeinschaftswerk der Evangelischen Publizistik, in der Evangelischen Medienakademie (er initiierte u. a. Kurse zur Einführung in den Journalismus für junge Theologen) sowie in der Gestaltung publizistisch-homiletischer Kurse zum Schreiben und Reden für kirchenleitende Personen, aber nicht nur für sie.
Sein publizistisches Schaffen wurde begleitet von kreativer kirchenmusikalischer Aktivität. Im Jahre 1967 entstand die erste Fassung des Liedes Herr, du hast darum gebetet, 1971 die Neufassung des Textautors (Evangelisches Gesangbuch (EG) Nr. 267). Im Jahre 1972 folgte zusammen mit Sabine Leonhardt die Übersetzung des englischen Kirchenliedes Christus, das Licht der Welt (EG Nr. 410) nach einer Vorlage von Frederick Pratt Green. Im evangelischen Kirchenliederbuch Wo wir dich loben, wachsen neue Lieder findet sich das Passionlied In einer fernen Zeit gehst du nach Golgatha unter der Nummer 164, das von Andreas Brunion vertont wurde.
In seiner Frankfurter Zeit, in der er auch als Textautor, Sprecher und Musiker zahlreiche Rundfunksendungen gestaltete, entstanden die Lieder Du hast mich, Herr, zu dir gerufen (EG Nr. 210) im Jahre 1974 (anlässlich der Taufe einer seiner beiden Töchter) und O komm, o komm, du Morgenstern (EG Nr. 19) im Jahre 1975 nach einer englischen Vorlage von John Mason Neale.
Für Chorhefte zum Evangelischen Gesangbuch, die der Verband Evangelischer Kirchenchöre Deutschlands herausgibt, schrieb Schulz Sätze zu eigenen Melodien, und 1994 erschienen eigene Kompositionen unter dem Titel Psalmen und liturgische Gesänge.

## Werke
- Engagement ohne Eigennutz: Robert Geisendörfer – Ein Leben für die Publizistik. Frankfurt am Main 2000, ISBN 3-932194-42-X
- Von Abba bis Zion (= Einsichten. Texte, Bd. 6). Frankfurt am Main 2003, ISBN 3-932194-34-9
- Kirche für Neugierige. Hannover 2006, ISBN 3-7859-0962-4

## Auszeichnungen
Otmar Schulz hat 2010 bei einem bundesweiten Wettbewerb der Evangelischen Kirche für neue Passionlieder den ersten Preis gewonnen. Es ist das Lied: In einer fernen Zeit gehst du nach Golgatha. Dieses Lied ist ein Beitrag zur Passionsspiritualität in evangelischen Gesangbüchern.